# بيسيك
لغة البيسيك (BASIC) هي لغة متعددة الأغراض للمبرمجين المبتدئين واسمها اختصار لـ "Beginners All Purposes Symbolic Instruction Code" وتعني (شفرة الأوامر الرمزية متعددة الأغراض للمبتدئين). طورت سنة 1964م وكانت تستند بشكل كبير على لغة البرمجة فورتران.
أكثر ما تميزت بهِ لغة البيسيك هو سهولتها، ويدين معظم المبرمجين في بداياتهم للغة بيسيك. اشتهرت بيسيك بأنها لغة مُفسرَة وليست مترجمة، ويعتقد الكثيرون أنها بدأت مفسرة ولم تكتب مترجماتها إلا حديثاً، وهذا خطأ شائع، لأن لغة بيسيك بدأت أساسا كلغة مترجمة.
وتطورت لغة بيسيك كثيراً منذ بدايتها إلى اليوم، فبعد أن كانت لغة للمبتدئين وكتابة البرامج القصيرة فقط، أصبحت لغة احترافية يمكن استخدامها لكتابة برامج تجارية معقدة وعالية المستوى.
ويعود السبب الأساسي لانتشار لغة برمجة بيسيك، إلى اعتمادها كلغة للحواسيب المنزلية التي ازدهرت في عقد الثمانينيات. أما سبب تطورها واعتمادها كلغة احترافية، فيعود بالأساس إلى شركة مايكروسوفت ومترجمها كويك بيسيك QuickBASIC الذي أدخل البيسيك مرحلةً جديدةً. تطورت البيسيك بعد ذلك فكانت حجر الزاوية لمترجم فيجوال بيسك، الذي يعد الآن أكثر الطرق شعبية لكتابة برامج ويندوز (إلا أنه ليس أفضلها).

## أمثلة
برنامج Hello World:
```
10
 
Print
 
"Hello World"

20
 
End

```

برنامج لاستخراج المضروب Factorial:
```
10
 
Let
 
fac
 
=
 
1

20
 
Input
 
"Enter the number please: "
;
num

30
 
num2
 
=
 
num

40
 
While
 
num2
 
>
 
1

50
 
fac
 
=
 
fac
 
*
 
num2

60
 
num2
 
=
 
num2
 
-
 
1

70
 
wend

80
 
Print
 
"Factorial of "
;
num
;
" is: "
;
fac

90
 
End

```

برنامج Hello World باستخدام Visual Basic.Net
```
10
 
Console
.
Write
(
"Hello World"
)

```